# دختران نبرد: زمان پارادوکس
دختران نبرد: زمان پارادوکس (انگلیسی: Battle Girls: Time Paradox)، (به ژاپنی: 戦国乙女～桃色パラドックス～، Sengoku Otome ~Momoiro Paradokkusu~) نام یک مجموعه تلویزیونی انیمه ژاپنی است که در سال ۲۰۱۱ پخش شده‌است. یک بازی ویدئویی تحت عنوان سنگوکو اوتومه: نبرد افسانه‌ای با الهام از این سری در تاریخ ۲۵ اوت ۲۰۱۶، برای کنسول بازی دستی پلی‌استیشن ویتا عرضه شد.